# Wayne Rainey
Wayne Wesley Rainey (ur. 23 października 1960 roku w Downey – amerykański kierowca motocyklowy. Trzykrotny Mistrz Świata w najwyższej kategorii MotoGP w latach 1990–1992. Przez całą karierę związany z Yamahą.

## Kariera
Po zdobyciu tytułu w Amerykańskich Mistrzostwach Superbike w 1983 roku rozpoczął starty w Motocyklowych Mistrzostwach Świata debiutując w klasie 250 cm³. Debiutancki sezon mógł zaliczyć do całkiem udanych. Zdołał wówczas pierwszy raz stanąć na podium, zdobyć pole position oraz wykręcić najszybsze okrążenie. Ostatecznie po zebraniu 29 został sklasyfikowany na 9 miejscu w klasyfikacji generalnej. Po roku spędzonym w średniej klasie wrócił do Superbike'ów. W 1987 ponownie był najlepszy w tej klasie.
W 1988 roku ponownie wrócił do MŚ, jednak przeszedł już do najwyższej klasy. Mimo małego doświadczenia bardzo szybko zaczął osiągać sukcesy. Stanął łącznie siedmiokrotnie na podium, w tym raz zwyciężył. Debiut w 500 cm³ zakończył na imponującym 3 miejscu z dorobkiem 189 oczek. Drugi rok startów był jeszcze lepszy w jego wykonaniu. Został wicemistrzem z dorobkiem aż 210,5 punktu (13 podiów, w tym 3 zwycięstwa, dodatkowo 3 najlepsze pola startowe i 6 najszybszych okrążeń). W trzecim sezonie był już mistrzem świata, który skutecznie bronił jeszcze przez następne dwa lata. Łącznie był w pierwszej trójce aż 35 razy (z czego 16 triumfów), 9 pole position oraz 17 najszybszych okrążeń.
Ostatni sezon Wayne'a w MotoGP przypadł w 1993 roku. Był to kolejny bardzo dobry sezon w jego wykonaniu (9 podiów, z czego 4 zwycięstwa), jednak podczas Grand Prix Włoch wydarzył się wypadek w którym Rainey złamał kręgosłup. Wypadek ten zakończył jego karierę, od tego czasu jest sparaliżowany od pasa w dół. Mistrzem Świata został Kevin Schwantz, a Wayne zajął w swoim ostatnim sezonie drugie miejsce (w momencie wypadku był liderem klasyfikacji).

### Statystyki liczbowe
System punktowy od 1969 do 1987:
| Pozycja | 1  | 2  | 3  | 4 | 5 | 6 | 7 | 8 | 9 | 10 |
| Punkty  | 15 | 12 | 10 | 8 | 6 | 5 | 4 | 3 | 2 | 1  |

System punktowy od 1988 do 1992:
| Pozycja  | 1  | 2  | 3  | 4  | 5  | 6  | 7 | 8 | 9 | 10 | 11 | 12 | 13 | 14 | 15 |
| Punktowy | 20 | 17 | 15 | 13 | 11 | 10 | 9 | 8 | 7 | 6  | 5  | 4  | 3  | 2  | 1  |

System punktowy od 1993:
| Pozycja | 1  | 2  | 3  | 4  | 5  | 6  | 7 | 8 | 9 | 10 | 11 | 12 | 13 | 14 | 15 |
| Punkty  | 25 | 20 | 16 | 13 | 11 | 10 | 9 | 8 | 7 | 6  | 5  | 4  | 3  | 2  | 1  |

| Rok  | Klasa   | Zespół                      | Motocykl      | 1       | 2     | 3      | 4      | 5       | 6     | 7       | 8       | 9      | 10     | 11     | 12      | 13      | 14      | 15      | Punkty | Pozycja | Zwycięstwa |
| ---- | ------- | --------------------------- | ------------- | ------- | ----- | ------ | ------ | ------- | ----- | ------- | ------- | ------ | ------ | ------ | ------- | ------- | ------- | ------- | ------ | ------- | ---------- |
| 1984 | 250 cm³ | Roberts Yamaha              | Yamaha TZR250 | RSA NC  | NAT 3 | ESP 10 | AUT NC | GER 6   | FRA 6 | YUG 4   | NED 12  | BEL NC | GBR 14 | SWE 13 | RSM NC  |         |         |         | 29     | 8       | 0          |
| 1988 | 500 cm³ | Lucky Strike Roberts Yamaha | Yamaha YZR500 | JPN 6   | USA 4 | ESP 6  | EXP 2  | NAT 3   | GER 2 | AUT 3   | NED 7   | BEL 5  | YUG 3  | FRA 5  | GBR 1   | SWE 5   | CZE 3   | BRA 6   | 189    | 3       | 1          |
| 1989 | 500 cm³ | Lucky Strike Roberts Yamaha | Yamaha YZR500 | JPN 2   | AUS 2 | USA 1  | ESP 2  | NAT DNS | GER 1 | AUT 3   | YUG 2   | NED 1  | BEL 3  | FRA 3  | GBR 3   | SWE DNF | CZE 3   | BRA 3   | 210.5  | 2       | 3          |
| 1990 | 500 cm³ | Marlboro Roberts Yamaha     | Yamaha YZR500 | JPN 1   | USA 1 | ESP 2  | NAT 1  | GER 2   | AUT 2 | YUG 1   | NED 2   | BEL 1  | FRA 3  | GBR 2  | SWE 1   | CZE 1   | HUN DNF | AUS 3   | 255    | 1       | 7          |
| 1991 | 500 cm³ | Marlboro Roberts Yamaha     | Yamaha YZR500 | JPN 3   | AUS 1 | USA 1  | ESP 3  | ITA 9   | GER 2 | AUT 2   | EUR 1   | NED 2  | FRA 1  | GBR 2  | RSM 1   | CZE 1   | VDM 3   | MAL DNS | 233    | 1       | 6          |
| 1992 | 500 cm³ | Marlboro Roberts Yamaha     | Yamaha YZR500 | JPN DNF | AUS 2 | MAL 2  | ESP 2  | ITA DNF | EUR 1 | GER DNF | NED DNS | HUN 5  | FRA 1  | GBR 2  | BRA 1   | RSA 3   |         |         | 140    | 1       | 3          |
| 1993 | 500 cm³ | Marlboro Roberts Yamaha     | Yamaha YZR500 | AUS 2   | MAL 1 | JPN 1  | ESP 2  | AUT 3   | GER 5 | NED 5   | EUR 1   | RSM 3  | GBR 2  | CZE 1  | ITA DNF | USA -   | FIM -   |         | 214    | 2       | 4          |